# État populaire libre de Wurtemberg
1918–1945
Entités précédentes :
- Royaume de Wurtemberg

Entités suivantes :
- Wurtemberg-Bade
- Wurtemberg- Hohenzollern

L’État populaire libre de Wurtemberg (en allemand Freier Volksstaat Württemberg) est un ancien État du sud-ouest de l'Allemagne créé en 1918, à l'issue de la Première Guerre mondiale, après l’abolition du royaume de Wurtemberg. Cette  république placée sous un régime de démocratie parlementaire fit alors partie de la république allemande de Weimar.

## Chute (abolition)
Avec le Machtergreifung (la prise du pouvoir) par les nazis en 1933, la démocratie a été éliminée en Wurtemberg. La « république de Württemberg » avec sa constitution démocratique n'avait existé de facto qu'entre 1918 et 1933.
À l'issue de la Seconde Guerre mondiale, le Wurtemberg fut, de même que le Land voisin de la république de Bade, coupé en deux :
- La partie nord, sous zone d'occupation américaine, constituant un district (Landesbezirke) de Wurtemberg-du-Nord (celui-ci fusionnera avec celui de Bade-du-Nord pour former le Land de Wurtemberg-Bade),
- la partie sud, sous zone d'occupation française, fusionnera avec la province prussienne de Hohenzollern pour constituer le Land de Wurtemberg-Hohenzollern.

La démarcation entre les deux zones fut choisie de telle façon que l’autoroute entre Munich et Karlsruhe, qui traversait son territoire, l’actuelle Bundesautobahn 8, se trouve entièrement en zone américaine. Ainsi le tracé exact de la frontière correspondait aux limites sud des districts préexistants qui étaient traversés par cette autoroute. Finalement, Wurtemberg-Bade, Wurtemberg-Hohenzollern et Bade seront réunies en 1952 pour former l'actuel Land de Bade-Wurtemberg.